# 彼得·卒姆托

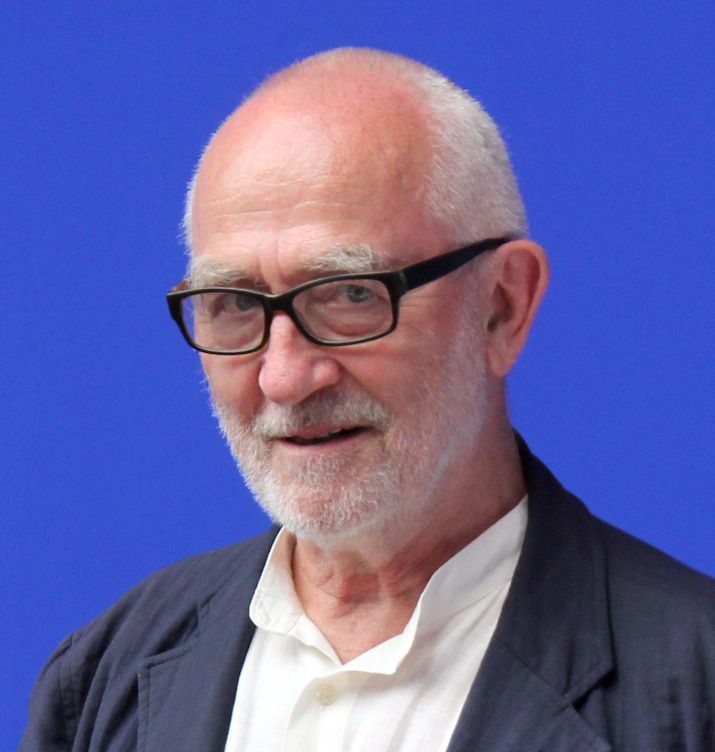
2018年

彼得·卒姆托（德語：Peter Zumthor，1943年4月26日—），瑞士建筑师，2009年普利兹克奖获得者。

## 生平
卒姆托出生于巴塞尔，1958年成为木匠学徒，1960年代在纽约市普拉特学院进修，1968年成为一名建筑师。
其代表作品是瓦尔斯温泉浴场。